# Decemberunderground
Decemberunderground is het zevende album van de Amerikaanse rockband AFI, uitgebracht in 2006. Het kwam op 1 binnen in de albumcharts in de Verenigde Staten. "Miss Murder", "Love Like Winter" en "The Missing Frame" zijn uitgekomen als singles.

## Track listing
1. Prelude 12/21 – 1:34
2. Kill Caustic – 2:39
3. Miss Murder – 3:26
4. Summer Shudder – 3:06
5. The Interview – 4:16
6. Love Like Winter – 2:45
7. Affliction – 5:28
8. The Missing Frame – 4:40
9. Kiss and Control – 4:18
10. The Killing Lights – 4:04
11. 37mm – 3:55
12. Endlessly, She Said – 4:28